# Oldenlandia valerianelloides
Oldenlandia valerianelloides är en måreväxtart som beskrevs av Charles-Joseph Marie Pitard. Oldenlandia valerianelloides ingår i släktet Oldenlandia och familjen måreväxter.
Artens utbredningsområde är Vietnam. Inga underarter finns listade i Catalogue of Life.